# Blondin Park
Le Blondin Park est un parc londonien, situé à Brentford, au sud ouest de Londres.

## Situation et accès
Il dispose de plusieurs entrées, sur Boston Manor Road (A3002), et Windmill Road (B425) au sud et à l'est.
Il est desservi par les stations de métro Northfields et Boston Manor.

## Historique
Ce parc a été créé en 1928 sur les terres de la Boston Farm, dont le bâtiment principal était situé à l'angle de Boston Road (A3002) et Swyncombe Avenue. Cette ferme appartenait à la famille Clitherow, propriétaire de la Boston Manor House, et a été vendue en 1921 par le Colonel John Bourchier Stracey-Clitherow, de Hotham Hall, (1853-1931) au Brentford Urban District Council.
Originellement appelé Northfields Recreation Ground, il a été renommé en 1957 d’après le funambule Charles Blondin qui habitait Niagara House, dans les environs, une ancienne ferme du manoir de Coldhawe, détruit en 1858. Ce bâtiment fut à son tour détruit en 1934 puis reconstruit sous le même nom.

## Description

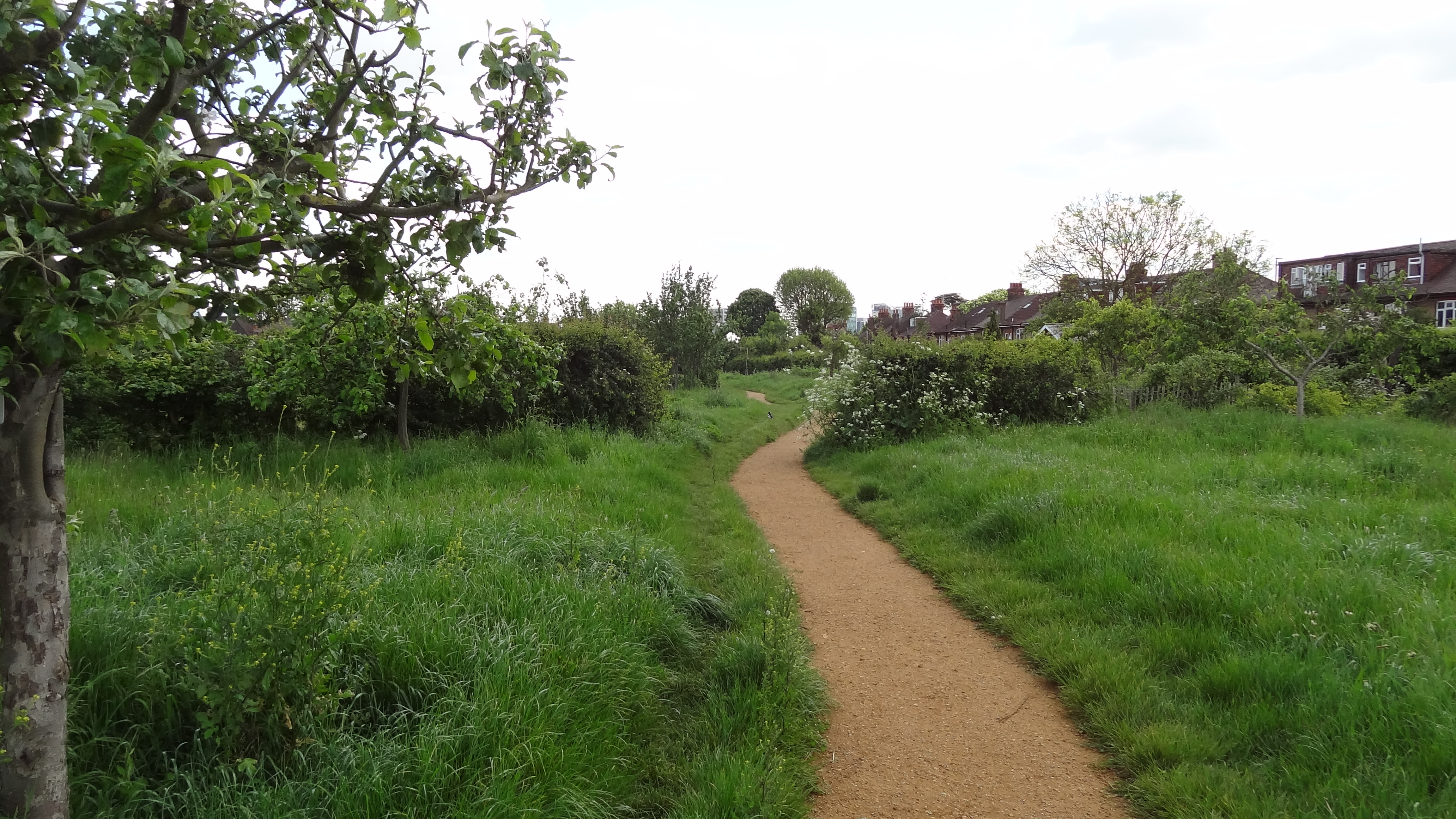
La réserve naturelle.

Sa surface est de 8,5 hectares, et la réserve naturelle fait 2,3 hectares. Une grande partie du parc est consacrée à des jardins familiaux, créés sur les anciens terrains des horticulteurs Steel, qui étaient établis ici depuis au moins 1853.
En 1997, lui a été adjointe une réserve naturelle, la Blondin Nature Area, formée du verger - datant au moins de 1810 - en libre accès, d'une prairie ensemencée de fleurs sauvages, et d'un bassin peuplé de batraciens.